# Inchbuie
Inchbuie (gälisch: Innis Buidhe „gelbe Insel“) ist eine Insel im Fluss Dochart, nahe Killin, Schottland. Eine Brücke verbindet die Insel mit beiden Flussufern, knapp unterhalb der Falls of Dochart.
Der Clan MacNab war hier einst dominierend und wurde lange mit Killin assoziiert. Dessen alte Begräbnisstätte ist von der Brücke aus sichtbar. Auf der Krone der Stadtmauer befinden sich zwei aus dem 18. Jahrhundert stammende Büsten; zu den Denkmälern im Innern gehört unter anderem das spätmittelalterliche Bildnis eines Kriegers im West-Highland-Stil (eines von nur zwei bekannten Beispielen außerhalb Argylls und der Hebriden).